# Vektorový grafický editor
Vektorový grafický editor je počítačový program umožňující uživateli prostřednictvím grafického rozhraní vytvářet a upravovat soubory s vektorovou grafikou. Data jsou zaznamenávána v některém z formátů vhodných pro vektorovou grafiku jako např. EPS, PDF, WMF nebo SVG.

## Srovnání s bitmapovými editory
Odlišnou kategorii programů tvoří rastrové editory; obě skupiny se navzájem doplňují. Vektorové editory jsou užitečné pro vytváření schémat, nákresů s ostrými hranami, technických výkresů, diagramů apod., některé z nich podporují vytváření animací. Bitmapové editory jsou vhodné především pro úpravu digitálních fotografií a ilustrací. Některé bitmapové editory, jako např. GIMP nebo Photoshop umožňují vytváření vektorových objektů (kružnic, lomených čar aj), naopak vektorové editory (CorelDraw, Adobe Illustrator, Xara Xtreme) postupně přebírají vybrané funkce od bitmapových (např. rozostřování).
Specializované vektorové editory se používají pro technické kreslení (anglicky Computer Aided Design, CAD). Jiné programy slouží ke generování trojrozměrné vektorové grafiky (např. Maya, Blender).

## Seznam grafických editorů
- Adobe Illustrator
- CorelDraw
- Inkscape
- Sketsa
- sK1
- SVGDraw
- Xara Xtreme
- Xfig
- Gravit